# Ернест Ренан
Жозеф Ернест Ренан (на френски: Joseph Ernest Renan) е френски философ, писател, археолог, историк на религията, ориенталист и филолог.
Той е член-кореспондент на Императорската Санкт-Петербургска академия на науките и член на Френската академия.

## Биография
От 1838 г. Ренан следва католическа теология в семинарията Saint-Nicolas-du-Chardonnet (Париж). През 1841 г. се премества в Seminaire d'Issy-les-Moulineaux, а през 1843 г. в Grand Séminaire de Saint-Sulpice. През 1845 г. напуска семинарията, тъй като започва да се съмнява в историческата достоверност на Свещеното писание. Става привърженик на немския идеализъм и на критичната немска екзегетика („Tübinger Schule“).
През 1855 г. Ренан издава историческо-систематичен конкорданс на семитските езици. Различните му пътувания до Близкия изток довеждат до написването на известната му книга „Животът на Исус“ (La Vie de Jésus), чийто първи том се издава през 1863 г. В тази книга Ренан се опитва да представи живота, образа и пътя на Исус Христос през погледа на познанието на своето време за античността . Ренан представя Исус като личност, обожествена от своите последователи след неговата смърт. Ренан разглежда историята на религиите като парадигма на еволюцията, като развитие на човечеството и на моралното усъвършенстване.
За това си произведение Ренан е остро критикуван, а през 1863 г. дори е освободен за известно време от професорското си място. Книгата му се продава в тираж от 16 000 бройки в продължение на половин година. След една година е реабилитиран.
През 1867 г. инициира проекта Corpus Inscriptionum Semiticarum.

## „Какво е нация?“
Ренан е известен със своята лекция „Какво е нация?“, изнесена на 11 март 1882 г. в Сорбоната, в което дава следната модерна дефиниция:
„Нацията е една голяма общност на солидарност, която се образува чрез чувството за жертвите, които се принасят и които сме готови да принесем. Тя предпоставя минало, но може да се обобщи в настоящето чрез един осезаем факт: доволството и ясно изразената воля, да се продължи общия живот. Съществуването на една нация е (извинете метафората) е един всекидневен плебисцит, както съществуването на личността е едно постоянно укрепване на живота.“
В това слово, което често се свежда само до „нацията е ежедневен плебисцит“, представя още през 1882 г. идеята на европейския съюз:
„Нациите не са нещо вечно. Те са започнали някога, те ще приключат. Европейската конфедерация вероятно ще ги смени.“

## Произведения
Ернест Ренан е автор на поредица изследвания озаглавени „История на ранното християнство“.

## Научни търсения и титли
През 1848 г. написва книгата „Бъдещето на науката“, в която излага вярата си в науката.
През 1850 г. е назначен за библиотекар в Националната библиотека на Франция, а през 1860 г. оглавява археологическа експедиция в Палестина, като непосредствено преди това е избран за член-кореспондент на Императорската Санкт-Петербургска академия на науките. Ренан е един от най-авторитетните за времето си специалисти по източни езици и история на религиите.
През 1852 г. защитава докторска дисертация на тема „Авероес и авероизма“.
През 1862 г. Ренан е назначен за професор по еврейски език в Колеж дьо Франс, но след 1 година е уволнен заради възгледите му, смятани за еретически. След падането от власт на Наполеон III и загубата на Франция във френско-пруската война, отново заема катедра по еврейски език през 1871 г.
През 1878 г. е избран за член на Френската академия.